# Липтовске Ревуце
Липтовске Ревуце (слч. Liptovské Revúce) су насељено мјесто са административним статусом сеоске општине (слч. obec) у округу Ружомберок, у Жилинском крају, Словачка Република.

## Становништво
| Година:    | 1994. | 2004.   | 2014.   | 2024.   |
| ---------- | ----- | ------- | ------- | ------- |
| Број људи: | 1790  | 1686    | 1571    | 1442    |
| Разлика:   |       | -5,81 % | -6,82 % | -8,21 % |

| Година:    | 2023. | 2024.   |
| ---------- | ----- | ------- |
| Број људи: | 1463  | 1442    |
| Разлика:   |       | -1,43 % |

Према подацима о броју становника из 2011. године насеље је имало 1.627 становника.